# Ravensburger Schutzmantelmadonna
Die Ravensburger Schutzmantelmadonna (auch Ravensburger Schutzmantelfrau) ist eine spätgotische Madonnenstatue aus Lindenholz mit einem Schutzmantel, der zehn Personen bedeckt und der Skulptur den Namen gab. Die Skulptur wurde um 1480 von dem Künstler der Ulmer Schule Michel Erhart oder dem Bildhauer Friedrich Schramm geschaffen und befindet sich heute in der Skulpturensammlung in Berlin, stammt aber ursprünglich aus der Liebfrauenkirche in Ravensburg. 

## Bildbeschreibung
Abweichend von zahlreichen anderen Darstellungen der Schutzmantelmadonna zeigt die Ravensburger Figur Maria ohne das Jesuskind. Maria ist in ein bis zu den Füßen reichendes goldfarbenes Untergewand und einen weiten Mantel gekleidet, der mit einem kostbaren Webmuster verziert ist. Mit beiden Armen breitet sie diesen Mantel aus, um zehn Personen darunter Schutz zu gewähren. Kopf und Schultern hat sie mit einem Schleier bedeckt, der aber noch einen Blick auf ihre reiche Haartracht zulässt. Der reiche Faltenwurf des Gewandes entspricht dem durch die urkundliche Überlieferung wahrscheinlich gemachten Entstehungszeitpunkt der Skulptur im späten 15. Jahrhundert.

## Geschichte
Das Werk wurde im Auftrag des Ravensburger Patriziers Clemens Ankenreute geschaffen und stand ab 1480 (oder 1489) auf dem Hochaltar der Liebfrauenkirche. Als bei einem Pestausbruch die Madonna bei einem Bußgang durch die Stadt getragen wurde, konnte ein Abebben der Pest festgestellt werden, welches der Wirkmächtigkeit dieses Ganges und der Madonna zugeschrieben wurde. Dieses „Wunder“ führte fortan zu einer großen Verehrung der Ravensburger Schutzmantelmadonna und deren Anbetung in Gefahr und Not.
Die Madonna wurde später aus der Kirche – „dem veränderten Kunstgeschmack weichend“  – entfernt und auf einem Dachboden deponiert. Vor 1837 gelangte sie in Privatbesitz und wurde 1850 von den Berliner Museen erworben, wo sie sich bis heute befindet. 1935 fertigte ein Weingartner Künstler eine originalgetreue Kopie an, die in der Ravensburger Liebfrauenkirche aufgestellt wurde. Diese sogenannte Heimkehr „unserer lieben Frau“ wurde zum Anlass für „Das Spiel von der Ravensburger Schutzmantelmadonna.“ Das Marienspiel über die Entstehung des Bildwerkes kam zwischen 1935 und 1946 an mehreren Orten in Oberschwaben zur Aufführung.
In der Endphase des Zweiten Weltkrieges erschien einem Piloten eines britischen Kampfflugzeugs angeblich die Schutzmantelmadonna, unmittelbar bevor er Ravensburg anflog. In seiner Erzählung gab er an, dass er aus diesem Grund umkehrte und so die Stadt Ravensburg an diesem Tag vor Luftangriffen verschont blieb. Aus Dankbarkeit wurde der größte und wichtigste Platz in Ravensburg nach dem Krieg in Marienplatz umbenannt.